# شاولیای ۱۵۷۵۳۴
سیارک ۱۵۷۵۳۴ (به انگلیسی: 157534 Siauliai، نامگذاری:2005TZ49) صد و پنجاه و هفت هزار و پانصد و سی و چهارمین سیارک کشف شده‌است که در ۸ اکتبر ۲۰۰۵ کشف شد.